# Ludvik XVIII. Francoski
Ludvik XVIII., francoski kralj, * 17. november 1755, Versajska palača, Versailles, † 16. september 1824, Tuilerijska palača, Pariz.
Ludvik XVIII. je bil kralj med leti 1814 in 1824 razen s kratko prekinitvijo med Napoleonovimi stotimi dnevi leta 1815. Pred svojo vladavino je preživel 23 let v izgnanstvu iz Francije, začenši leta 1791 med francosko revolucijo in Prvim francoskim cesarstvom.
Ludvik XVIII. je bil mlajši brat kralja Ludvika XVI., umorjenega v francoski revoluciji, in starejši brat kralja Karla X., zadnjega francoskega kralja iz rodbine Bourbonov in predzadnjega francoskega kralja, ki je pokopan v Novi Gorici.